# Biologia de sistemas
É muito provável que esteja procurando por biologia sistêmica ou mesmo biologia sintética, ou mesmo biofísica.

## Introdução
Biologia de Sistemas, ou Systems Biology, é um campo multidisciplinar que busca estudar sistemas biológicos de forma integrada. A versão moderna deste termo está sob biologia sistêmica.
O nome também pode se referir ao estudo do corpo humano, ou mesmo da natureza, através de sistemas menores, como o sistema digestivo, ou mesmo em biologia, como um sistema menor que faz parte de outro.

## Sistemas Biológicos
- Sistema digestivo;
- Sistema cardiovascular
- Sistema respiratório
- Sistema imunitário
- Sistema nervoso
- Outros

## Links
- Biologia de Sistemas 2012
- Laboratório de Biologia de Sistemas Computacional do Hospital Israelita Albert Einstein
- Biologia de Sistemas: uma nova abordagem à Biologia
- Biologia de Sistemas: uma área em expansão